# Charity Wandia
Charity Wandia Mbogo (* 22. November 1977) ist eine ehemalige kenianische Mittelstreckenläuferin, die sich auf den 800-Meter-Lauf spezialisiert hat.

## Sportliche Laufbahn
Erste internationale Erfahrungen sammelte Charity Wandia vermutlich im Jahr 1999, als sie bei den Militärweltspielen in Zagreb in 56,19 s den siebten Platz im 400-Meter-Lauf belegte und über 800 Meter mit 2:23,42 min in der Vorrunde ausschied. 2002 schied sie bei den Militär-Weltmeisterschaften in Tivoli mit 2:14,09 min im Vorlauf über 800 Meter aus und 2004 gewann sie bei den Afrikameisterschaften in Brazzaville in 2:04,08 min die Silbermedaille hinter der Marokkanerin Saïda el-Mehdi. 2007 klassierte sie sich bei den Afrikaspielen in Algier mit 2:06,42 min auf dem sechsten Platz im 800-Meter-Lauf und gelangte mit der kenianischen 4-mal-400-Meter-Staffel mit 3:37,37 min auf Rang fünf. Anschließend belegte sie bei den Militärweltspielen in Hyderabad in 2:08,34 min den fünften Platz über 800 Meter. Im Jahr darauf belegte sie bei den Afrikameisterschaften in Addis Abeba mit 2:05,86 min den fünften Platz über 800 Meter und gewann mit der Staffel in 3:37,67 min gemeinsam mit Florence Wasike, Joy Sakari und Pamela Jelimo die Silbermedaille hinter dem nigerianischen Team. Daraufhin trat sie nicht mehr international in Erscheinung.
1997 wurde Wandia kenianische Meisterin im 400-Meter-Lauf sowie 2004, 2007 und 2008 über 800 Meter.

## Persönliche Bestzeiten
- 400 Meter: 54,4 s, Juni 1997 in Nairobi
- 800 Meter: 2:03,81 min, 5. Juli 2008 in Nairobi